# Antje Geerk
Antje Geerk (née le 17 juin 1938 à Kiel) est une actrice allemande.

## Biographie
Antje Geerk est la fille d'un ingénieur. Pendant la Seconde Guerre mondiale, Geerk vit avec une arrière-grand-mère à Landshut, mais avant la fin de la guerre, elle déménage chez ses parents à Göttingen. Après un court séjour à Kiel et à Weil am Rhein, Geerk va au Gymnasium de Lörrach. En 1955, elle passe l'abitur à Kiel. Elle vit à cette époque chez les grands-parents.
Geerk veut à l'origine devenir ingénieure, mais est déjà intéressée à jouer pendant ses études et prend des leçons. En 1955, elle réussit un essai à Hambourg en tant qu'actrice. Sa première apparition au théâtre est à la Komödie Basel. Après plusieurs longs métrages, des engagements dans des théâtres en Autriche, en Allemagne et en Suisse, elle joue pendant plusieurs années au Zimmertheater de Heidelberg, où elle vit aujourd'hui.

## Filmographie
- 1957 : Fille interdite
- 1958 : Les Diables verts de Monte Cassino
- 1958 : Les Souris grises
- 1958 : Un môme sur les bras
- 1958 : Les Fausses hontes
- 1959 : Arzt aus Leidenschaft
- 1959 : Les temps sont durs pour les vampires
- 1959 : Ein Sommer, den man nie vergißt
- 1962 : Lieder klingen am Lago Maggiore (de)